# L. Tom Perry
Lowell Tom Perry (Logan, Utah, 5 de agosto de 1922 – Salt Lake City, Utah, 30 de maio de 2015) foi um religioso estadunidense, um dos membros do Quórum dos Doze Apóstolos da Igreja de Jesus Cristo dos Santos dos Últimos Dias. Morreu em 30 de maio de 2015 por câncer na tireóide.

## Biografia
Nascido em Logan, Utah, filho de Leslie Thomas Perry e Elsie Nora Sonne. Um ancestral da família Perry, Gustavus Adolphus Perry, foi um dos fundadores de Logan.
Quando Perry completou dezoito anos, seu pai era Bispo na Ala de Logan. Entre 1942 e 1944, serviu como missionário na Missão "Northern States", com sede em Chicago. Logo que voltou de sua missão, Perry se alistou no Corpo de Fuzileiros Navais dos Estados Unidos, servindo na "2nd Marine Division". Esteve presente quando os Estados Unidos enviou tropas para Saipan e combatendo na Batalha de Saipan. Depois foi enviado para batalhas de ocupação no Japão. Em Nagasaki, Perry coordenou um grupo de fuzileiros na reconstrução de uma igreja local de outra denominação religiosa
Formou-se em Finanças na Universidade de Utah em 1949. Seu primeiro emprego após a faculdade foi na administração de um pequeno comércio em Idaho. Depois, assumiu a administração dos negócios de empresas nos Estados de Washington, Califórnia, Nova Iorque, e Massachusetts. Quando em Boston, tornou-se torcedor do Boston Red Sox - clube que teve a oportunidade de lançar a primeira bola em um jogo em 8 de maio de 2004.
Faleceu em 30 de maio de 2015 em decorrência de um câncer na tireóide.

## Serviço na Igreja
Quando morava em Idaho, Perry serviu como conselheiro do bispado em sua ala. Depois de anos servindo em vários chamados dentro de sua ala, dentre elas a de professor do seminário, foi chamado para servir como Presidente da Estaca Boston.
Em 1972, foi chamado para servir como Assistente do Quórum dos Doze Apóstolos. Com a vaga no Quórum dos Doze Apóstolos surgida devido ao chamado de Spencer W. Kimball à Primeira Presidência, Perry foi chamado Apóstolo em 6 de abril de 1974, sendo ordenado em 11 de abril de 1974.
Élder L. Tom Perry, em 2004, serve como Presidente da Área Europa Central, com sede em Frankfurt, Alemanha - chamado geralmente ocupado por um membro do Quórum dos Setenta, tornando-se um dos apóstolos que viveu mais tempo longe de Salt Lake City em seu apostolado.

## Família
Élder L. Tom Pery casou-se com Virginia Lee no Templo de Logan em 18 de julho de 1947. Eles tiveram três filhos. Virginia faleceu em 1974. Em 1976, Perry casou-se com Barbara Dayton.

## Publicações
- Perry, L. Tom (2011). «Family ties: a message for fathers». Deseret Book. ISBN 9781609087685. OCLC 710044911
- —— (1996). «Living with enthusiasm». Deseret Book. ISBN 9781573451369. OCLC 34115910